# 伊朗社会主义
伊朗社会主义是一种起源于20世纪的政治意识形态，由伊朗多个政党代表。在巴列维王朝君主礼萨汗退位、其子穆罕默德-礼萨·巴列维继位后，伊朗曾在伊朗人民党势力达到顶峰时短暂经历“第三世界社会主义”时期。然而，伊朗人民党从未真正掌握政权。在伊朗人民党夺取政权失败后，伊朗的第三世界社会主义被穆罕默德·摩萨台所代表的民粹主义、不结盟的伊朗民族主义取代，后者以伊朗民族阵线为代表。伊朗民族主义成为伊朗反对君主制的主要力量，并在1949年—1953年短暂掌权，即使在摩萨台被推翻后，依然在反对派中保持影响力。随着伊斯兰主义的兴起和伊朗伊斯兰革命的爆发，伊朗民族主义最终让位于伊斯兰主义。此后，伊朗人民党逐渐转向一种更为传统的社会主义—共产主义立场。